# Kiira Väänänen
Kiira Väänänen (6 de enero de 1999) es una deportista de Finlandia que compite en atletismo. Ganó una medalla de bronce en el Campeonato Europeo de Atletismo Sub-23 de 2021, en la prueba de lanzamiento de martillo.